# Dictyna volucripes volucripoides
Dictyna volucripes là một phân loài nhện trong họ Dictynidae.
Loài này thuộc chi Dictyna. Dictyna volucripes volucripoides được Wilton Ivie miêu tả năm 1947.